# Cantharocnemis
Cantharocnemis is een kevergeslacht uit de familie van de boktorren (Cerambycidae). De wetenschappelijke naam van het geslacht werd voor het eerst geldig gepubliceerd in 1832 door Audinet-Serville.

## Soorten
Cantharocnemis omvat de volgende soorten:
- Cantharocnemis fairmairei Lameere, 1902
- Cantharocnemis felderi Westwood, 1866
- Cantharocnemis kraatzii Thomson, 1861
- Cantharocnemis lameerei Gilmour, 1956
- Cantharocnemis occidentalis Gilmour, 1956
- Cantharocnemis plicipennis Fairmaire, 1887
- Cantharocnemis downesii Pascoe, 1858
- Cantharocnemis durantoni Drumont, 2006
- Cantharocnemis livingstonii Westwood, 1866
- Cantharocnemis strandi Plavilstshikov, 1933
- Cantharocnemis spondyloides Audinet-Serville, 1832